# The Three Johns
The Three Johns — британская рок-группа, образовавшаяся в 1981 году в Лидсе, Йоркшир, Англия. Основателями The Three Johns были гитарист Джон Лэнгфорд (образовавший также другую лидскую группу, The Mekons), вокалист Джон Хайатт и бас-гитарист Филлип «Джон» Бреннан, использовавшие драм-машину вместо «живого» ударника.
Группа исполняла политизированный постпанк с остросоциальными, сатирическими текстами, в которых выражала социалистические идеи. «Мы не социалистический ансамбль. Мы — группа социалистов, собравших ансамбль. Это тонкое различие, но очень важное», — говорилось в одном из пресс-релизов The Three Johns.
Семь синглов группы и три альбома Three Johns входили в первую двадцатку UK Indie Chart. Дебютный Atom Drum Bop, вышедший в 1984 году на Abstract Records (под девизом: «Рок-н-ролл против тэтчеризма» на обложке) поднялся до #2, последовавший два года спустя The World By Storm поднялся в инди-списках до 4-го места.
Группа записала шесть радиосессий для Джона Пила на BBC Radio 1. Песня «Death of the European» заняла 14 место в его списке Festive Fifty (лучших песен) 1985 года.
За годы существования группы её участники принципиально отказывались становиться рок-профессионалами: Лэнгфорд продолжал работать график-дизайнером, Хайатт — преподавать в Лидском политехническом институте.
В 1988 году после неудачных американских гастролей The Three Johns распались, в 1990 реформировались, выпустили Eat Your Sons (концептуальный альбом о каннибализме) и распались снова. Лэнгфорд продолжал сотрудничать с The Mekons и позже выпустил сольный альбом, Хайатт сосредоточился на академической деятельности.

## Дискография

### Синглы
- «English White Boy Engineer» (1982) CNT
- «Pink Headed Bug» (1983) CNT #44
- Men Like Monkeys EP (1983) CNT
- «A.W.O.L.» (1983) Abstract #14
- Some History EP (1983) Abstract #17
- «Do The Square Thing» (1984) Abstract #6
- «Death Of The European» (1985) Abstract #3
- «Brainbox (He’s A Brainbox)» (1985) Abstract #3
- «Sold Down The River» (1986) Abstract #10
- «Never And Always» (1987) Abstract
- «Torches Of Liberty» (1988) Abstract

### Альбомы
- Atom Drum Bop (1984) Abstract #2
- The World By Storm (1986) Abstract #4
- Live In Chicago (1987) Last Time Around
- Crime Pays — Rock 'n' Roll In The … Demonocracy — The Singles 82-86 (1986) Abstract
- The Death Of Everything (1988) T.I.M #19
- Deathrocker Scrapbook (1992) R.O.I.R.
- Eat Your Sons (1990) Tupelo
- The Best Of… (1996) Dojo